# Deutscher Sportclub Arminia Bielefeld 2020-2021
Questa voce raccoglie le informazioni riguardanti il Deutscher Sportclub Arminia Bielefeld nelle competizioni ufficiali della stagione 2020-2021.

## Stagione
Nella stagione 2020-2021 l'Arminia Bielefeld, allenato da Uwe Neuhaus e Frank Kramer, concluse il campionato di Bundesliga al 15º posto. In Coppa di Germania l'Arminia Bielefeld fu eliminato al primo turno dal Rot-Weiss Essen.

## Rosa
| N. |                        | Ruolo | Calciatore         |
| -- | ---------------------- | ----- | ------------------ |
| 1  | Germania (bandiera)    | P     | Stefan Ortega      |
| 2  | Germania (bandiera)    | D     | Amos Pieper        |
| 4  | Svezia (bandiera)      | D     | Joakim Nilsson     |
| 5  | Danimarca (bandiera)   | D     | Jacob Laursen      |
| 6  | Paesi Bassi (bandiera) | D     | Mike van der Hoorn |
| 7  | Austria (bandiera)     | C     | Christian Gebauer  |
| 8  | Giappone (bandiera)    | C     | Ritsu Dōan         |
| 9  | Germania (bandiera)    | A     | Fabian Klos        |
| 10 | Germania (bandiera)    | C     | Reinhold Yabo      |
| 11 | Giappone (bandiera)    | C     | Masaya Okugawa     |
| 14 | Fær Øer (bandiera)     | C     | Jóan Edmundsson    |
| 15 | Belgio (bandiera)      | D     | Nathan de Medina   |
| 16 | Germania (bandiera)    | C     | Fabian Kunze       |
| 17 | Benin (bandiera)       | C     | Cebio Soukou       |
| 18 | Venezuela (bandiera)   | A     | Sergio Córdova     |

| N. |                        | Ruolo | Calciatore         |
| -- | ---------------------- | ----- | ------------------ |
| 19 | Austria (bandiera)     | C     | Manuel Prietl      |
| 20 | Germania (bandiera)    | C     | Nils Seufert       |
| 21 | Germania (bandiera)    | A     | Andreas Voglsammer |
| 23 | Angola (bandiera)      | D     | Anderson Lucoqui   |
| 27 | Svizzera (bandiera)    | D     | Cédric Brunner     |
| 28 | Paesi Bassi (bandiera) | C     | Michel Vlap        |
| 30 | Germania (bandiera)    | C     | Marcel Hartel      |
| 31 | Germania (bandiera)    | C     | Arne Maier         |
| 33 | Germania (bandiera)    | P     | Nikolai Rehnen     |
| 34 | Svezia (bandiera)      | P     | Oscar Linnér       |
| 36 | Germania (bandiera)    | A     | Sven Schipplock    |
| 37 | Russia (bandiera)      | C     | Vladislav Cherny   |
| 38 | Germania (bandiera)    | C     | Jomaine Consbruch  |
| 40 | Germania (bandiera)    | P     | Arne Schulz        |
| 42 | Germania (bandiera)    | C     | Julian Frommann    |

## Organigramma societario
Area tecnica
- Preparatori atletici:
- Allenatore in seconda: Ilija Gruev, Sebastian Hille, Stefan Kleineheismann
- Preparatore dei portieri: Marco Kostmann
- Analisi video: Niklas Lanwehr
- Allenatore: Frank Kramer

## Calciomercato

### Sessione estiva
| Acquisti | Acquisti           | Acquisti             | Acquisti |
| R.       | Nome               | da                   | Modalità |
| -------- | ------------------ | -------------------- | -------- |
| C        | Arne Maier         | Hertha Berlino       |          |
| C        | Ritsu Dōan         | PSV                  |          |
| D        | Mike van der Hoorn | Swansea City         |          |
| A        | Sergio Córdova     | Augusta              |          |
| A        | Noel Niemann       | Monaco 1860          |          |
| D        | Nathan de Medina   | R.E. Mouscron        |          |
| C        | Christian Gebauer  | Altach               |          |
| A        | Prince Osei Owusu  | Monaco 1860          |          |
| D        | Jacob Laursen      | Odense               |          |
| C        | Can Özkan          | Alemannia Aquisgrana |          |
| P        | Nikolai Rehnen     | Alemannia Aquisgrana |          |

| Cessioni | Cessioni                | Cessioni              | Cessioni |
| R.       | Nome                    | a                     | Modalità |
| -------- | ----------------------- | --------------------- | -------- |
| A        | Prince Osei Owusu       | Paderborn             |          |
| C        | Can Özkan               | Næstved               |          |
| D        | Stephan Salger          | Monaco 1860           |          |
| D        | Alejandro Pérez Navarro | CD Logroñés           |          |
| P        | Philipp Klewin          | Erzgebirge Aue        |          |
| C        | Keanu Staude            | Kickers Würzburg      |          |
| A        | Patrick Weihrauch       | Dinamo Dresda         |          |
| D        | Florian Hartherz        | Fortuna Düsseldorf    |          |
| D        | Jonathan Clauss         | Lens                  |          |
| P        | Ágoston Kiss            | Haladás               |          |
| C        | Tom Schütz              | Arminia Bielefeld U17 |          |

### Sessione invernale
| Acquisti | Acquisti       | Acquisti   | Acquisti |
| R.       | Nome           | da         | Modalità |
| -------- | -------------- | ---------- | -------- |
| C        | Michel Vlap    | Anderlecht |          |
| C        | Masaya Okugawa | Salisburgo |          |

| Cessioni | Cessioni         | Cessioni               | Cessioni |
| R.       | Nome             | a                      | Modalità |
| -------- | ---------------- | ---------------------- | -------- |
| A        | Sebastian Müller | Osnabrück              |          |
| A        | Noel Niemann     | Türkgücü               |          |
| D        | Brian Behrendt   | Eintracht Braunschweig |          |

## Risultati

### Bundesliga

#### Girone di andata
| Arbitro: | Brand |

|           |           |            |
| Silva 62’ | Marcatori | 51’ Soukou |

| Arbitro: | Ittrich |

|                |           |  |
| Edmundsson 78’ | Marcatori |  |

| Arbitro: | Schröder |

|                 |           |  |
| Bittencourt 27’ | Marcatori |  |

| Arbitro: | Siebert |

|          |           |                                     |
| Dōan 58’ | Marcatori | 8’, 51’ Müller 25’, 45’ Lewandowski |

| Arbitro: | Gräfe |

|                         |           |                |
| Weghorst 19’ Arnold 20’ | Marcatori | 80’ Schipplock |

| Arbitro: | Dankert |

|  |           |                  |
|  | Marcatori | 53’, 72’ Hummels |

| Arbitro: | Jöllenbeck |

|                                                              |           |  |
| Endō 3’ Andrich 13’ Becker 45’ Kruse 52’ (rig.) Teuchert 89’ | Marcatori |  |

| Arbitro: | Brych |

|                     |           |                         |
| Hrádecký 47’ (aut.) | Marcatori | 27’ Bailey 88’ Dragović |

| Arbitro: | Hartmann |

|                         |           |          |
| Angeliño 29’ Nkunku 47’ | Marcatori | 75’ Klos |

| Arbitro: | Fritz |

|                     |           |            |
| Prietl 21’ Dōan 31’ | Marcatori | 82’ Stöger |

| Arbitro: | Osmers |

|                            |           |  |
| Grifo 79’ (rig.) Jeong 90’ | Marcatori |  |

| Arbitro: | Ittrich |

|  |           |                |
|  | Marcatori | 85’ Gouweleeuw |

| Arbitro: | Dankert |

|  |           |          |
|  | Marcatori | 53’ Klos |

| Arbitro: | Stegemann |

|  |           |            |
|  | Marcatori | 58’ Embolo |

| Arbitro: | Winkmann |

|          |           |  |
| Yabo 64’ | Marcatori |  |

| Sinsheim 16 gennaio 2021, ore 15:30 CET 16ª giornata | Hoffenheim | 0 – 0 referto | Arminia Bielefeld | PreZero Arena (0 spett.)\| Arbitro: \| Fritz \| |
| Arbitro:                                             | Fritz      |               |                   |                                                 |

| Arbitro: | Hartmann |

|                                    |           |  |
| Klos 27’ Kempf 47’ (aut.) Dōan 86’ | Marcatori |  |

#### Girone di ritorno
| Arbitro: | Schröder |

|             |           |                                                        |
| Córdova 36’ | Marcatori | 25’, 33’ Silva 27’ Kostić 51’ (aut.) Nilsson 75’ Jović |

| Arbitro: | Zwayer |

|                             |           |             |
| Wolf 10’, 28’ Rexhbeçaj 63’ | Marcatori | 72’ Córdova |

| Arbitro: | Schmidt |

|  |           |                         |
|  | Marcatori | 47’ Sargent 75’ Möhwald |

| Arbitro: | Badstübner |

|                                        |           |                                |
| Lewandowski 48’ Tolisso 57’ Davies 69’ | Marcatori | 9’ Vlap 37’ Pieper 49’ Gebauer |

| Arbitro: | Brych |

|  |           |                             |
|  | Marcatori | 29’, 47’ Steffen 54’ Arnold |

| Arbitro: | Reichel |

|                                          |           |  |
| Dahoud 48’ Sancho 58’ (rig.) Reinier 81’ | Marcatori |  |

| Bielefeld 7 marzo 2021, ore 18:00 CET 24ª giornata | Arminia Bielefeld | 0 – 0 referto | Union Berlino | SchücoArena (0 spett.)\| Arbitro: \| Osmers \| |
| Arbitro:                                           | Osmers            |               |               |                                                |

| Arbitro: | Stegemann |

|            |           |                      |
| Schick 85’ | Marcatori | 18’ Dōan 57’ Okugawa |

| Arbitro: | Willenborg |

|  |           |              |
|  | Marcatori | 46’ Sabitzer |

| Arbitro: | Aytekin |

|                      |           |                |
| Brosinski 56’ (rig.) | Marcatori | 76’ Voglsammer |

| Arbitro: | Petersen |

|                       |           |  |
| Santamaria 68’ (aut.) | Marcatori |  |

| Augusta 17 aprile 2021, ore 15:30 CEST 29ª giornata | Augusta | 0 – 0 referto | Arminia Bielefeld | WWK Arena (0 spett.)\| Arbitro: \| Schmidt \| |
| Arbitro:                                            | Schmidt |               |                   |                                               |

| Arbitro: | Dingert |

|          |           |  |
| Klos 50’ | Marcatori |  |

| Arbitro: | Hartmann |

|                                                          |           |  |
| Embolo 6’, 69’ Thuram 15’ Bensebaini 18’ (rig.) Pléa 84’ | Marcatori |  |

| Berlino 9 maggio 2021, ore 18:00 CEST 32ª giornata | Hertha Berlino | 0 – 0 referto | Arminia Bielefeld | Stadio Olimpico (0 spett.)\| Arbitro: \| Dankert \| |
| Arbitro:                                           | Dankert        |               |                   |                                                     |

| Arbitro: | Schlager |

|                |           |             |
| Voglsammer 23’ | Marcatori | 5’ Kramarić |

| Arbitro: | Stieler |

|  |           |                          |
|  | Marcatori | 66’ (rig.) Klos 72’ Dōan |

### Coppa di Germania
| Arbitro: | Osmers |

|               |           |  |
| Engelmann 33’ | Marcatori |  |

## Statistiche

### Statistiche di squadra
| Competizione      | Punti | In casa | In casa | In casa | In casa | In casa | In casa | In trasferta | In trasferta | In trasferta | In trasferta | In trasferta | In trasferta | Totale | Totale | Totale | Totale | Totale | Totale | DR  |
| Competizione      | Punti | G       | V       | N       | P       | Gf      | Gs      | G            | V            | N            | P            | Gf           | Gs           | G      | V      | N      | P      | Gf     | Gs     | DR  |
| ----------------- | ----- | ------- | ------- | ------- | ------- | ------- | ------- | ------------ | ------------ | ------------ | ------------ | ------------ | ------------ | ------ | ------ | ------ | ------ | ------ | ------ | --- |
| Bundesliga        | 35    | 17      | 6       | 2       | 9       | 13      | 23      | 17           | 3            | 6            | 8            | 13           | 29           | 34     | 9      | 8      | 17     | 26     | 52     | -26 |
| Coppa di Germania | -     | 0       | 0       | 0       | 0       | 0       | 0       | 1            | 0            | 0            | 1            | 0            | 1            | 1      | 0      | 0      | 1      | 0      | 1      | -1  |
| Totale            | 35    | 17      | 6       | 2       | 9       | 13      | 23      | 18           | 3            | 6            | 9            | 13           | 30           | 35     | 9      | 8      | 18     | 26     | 53     | -27 |

### Andamento in campionato
| Giornata  | 1 | 2 | 3  | 4  | 5  | 6  | 7  | 8  | 9  | 10 | 11 | 12 | 13 | 14 | 15 | 16 | 17 | 18 | 19 | 20 | 21 | 22 | 23 | 24 | 25 | 26 | 27 | 28 | 29 | 30 | 31 | 32 | 33 | 34 |
| --------- | - | - | -- | -- | -- | -- | -- | -- | -- | -- | -- | -- | -- | -- | -- | -- | -- | -- | -- | -- | -- | -- | -- | -- | -- | -- | -- | -- | -- | -- | -- | -- | -- | -- |
| Luogo     | T | C | T  | C  | T  | C  | T  | C  | T  | C  | T  | C  | T  | C  | C  | T  | C  | C  | T  | C  | T  | C  | T  | C  | T  | C  | T  | C  | T  | C  | T  | T  | C  | T  |
| Risultato | N | V | P  | P  | P  | P  | P  | P  | P  | V  | P  | P  | V  | P  | V  | N  | V  | P  | P  | P  | N  | P  | P  | N  | V  | P  | N  | V  | N  | V  | P  | N  | N  | V  |
| Posizione | 8 | 6 | 10 | 14 | 14 | 15 | 15 | 16 | 17 | 16 | 16 | 16 | 16 | 16 | 15 | 15 | 15 | 15 | 16 | 16 | 16 | 16 | 16 | 16 | 15 | 17 | 17 | 16 | 16 | 16 | 16 | 16 | 15 | 15 |

Legenda:

Luogo: C = Casa; T = Trasferta. Risultato: V = Vittoria; N = Pareggio; P = Sconfitta.

### Statistiche dei giocatori
| Giocatore        | Bundesliga | Bundesliga | Bundesliga  | Bundesliga | Coppa di Germania | Coppa di Germania | Coppa di Germania | Coppa di Germania | Totale   | Totale | Totale      | Totale     |
| Giocatore        | Presenze   | Reti       | Ammonizioni | Espulsioni | Presenze          | Reti              | Ammonizioni       | Espulsioni        | Presenze | Reti   | Ammonizioni | Espulsioni |
| ---------------- | ---------- | ---------- | ----------- | ---------- | ----------------- | ----------------- | ----------------- | ----------------- | -------- | ------ | ----------- | ---------- |
| B. Behrendt      | 3          | 0          | 0           | 0          | 0                 | 0                 | 0                 | 0                 | 3        | 0      | 0           | 0          |
| C. Brunner       | 31         | 0          | 6           | 0          | 1                 | 0                 | 0                 | 0                 | 32       | 0      | 6           | 0          |
| V. Cherny        | 0          | 0          | 0           | 0          | 0                 | 0                 | 0                 | 0                 | 0        | 0      | 0           | 0          |
| J. Consbruch     | 0          | 0          | 0           | 0          | 1                 | 0                 | 0                 | 0                 | 1        | 0      | 0           | 0          |
| S. Córdova       | 23         | 2          | 0           | 0          | 1                 | 0                 | 0                 | 0                 | 24       | 2      | 0           | 0          |
| N. de Medina     | 16         | 0          | 5           | 1          | 0                 | 0                 | 0                 | 0                 | 16       | 0      | 5           | 1          |
| R. Dōan          | 34         | 5          | 1           | 0          | 1                 | 0                 | 0                 | 0                 | 35       | 5      | 1           | 0          |
| J. Edmundsson    | 5          | 1          | 0           | 0          | 0                 | 0                 | 0                 | 0                 | 5        | 1      | 0           | 0          |
| J. Frommann      | 0          | 0          | 0           | 0          | 0                 | 0                 | 0                 | 0                 | 0        | 0      | 0           | 0          |
| C. Gebauer       | 23         | 1          | 0           | 0          | 0                 | 0                 | 0                 | 0                 | 23       | 1      | 0           | 0          |
| M. Hartel        | 22         | 0          | 1           | 0          | 1                 | 0                 | 0                 | 0                 | 23       | 0      | 1           | 0          |
| F. Klos          | 34         | 5          | 4           | 0          | 1                 | 0                 | 0                 | 0                 | 35       | 5      | 4           | 0          |
| F. Kunze         | 26         | 0          | 6           | 0          | 0                 | 0                 | 0                 | 0                 | 26       | 0      | 6           | 0          |
| J. Laursen       | 16         | 0          | 1           | 0          | 1                 | 0                 | 0                 | 0                 | 17       | 0      | 1           | 0          |
| O. Linnér        | 0          | 0          | 0           | 0          | 0                 | 0                 | 0                 | 0                 | 0        | 0      | 0           | 0          |
| A. Lucoqui       | 21         | 0          | 5           | 0          | 1                 | 0                 | 0                 | 0                 | 22       | 0      | 5           | 0          |
| A. Maier         | 16         | 0          | 0           | 0          | 0                 | 0                 | 0                 | 0                 | 16       | 0      | 0           | 0          |
| S. Müller        | 2          | 0          | 0           | 0          | 0                 | 0                 | 0                 | 0                 | 2        | 0      | 0           | 0          |
| N. Niemann       | 0          | 0          | 0           | 0          | 1                 | 0                 | 0                 | 0                 | 1        | 0      | 0           | 0          |
| J. Nilsson       | 25         | 0          | 1           | 0          | 1                 | 0                 | 0                 | 0                 | 26       | 0      | 1           | 0          |
| M. Okugawa       | 13         | 1          | 0           | 0          | 0                 | 0                 | 0                 | 0                 | 13       | 1      | 0           | 0          |
| S. Ortega        | 34         | 0          | 1           | 0          | 1                 | 0                 | 0                 | 0                 | 35       | 0      | 1           | 0          |
| A. Pieper        | 30         | 1          | 6           | 0          | 1                 | 0                 | 0                 | 0                 | 31       | 1      | 6           | 0          |
| M. Prietl        | 28         | 1          | 3           | 0          | 1                 | 0                 | 1                 | 0                 | 29       | 1      | 4           | 0          |
| N. Rehnen        | 0          | 0          | 0           | 0          | 0                 | 0                 | 0                 | 0                 | 0        | 0      | 0           | 0          |
| S. Schipplock    | 32         | 1          | 4           | 0          | 0                 | 0                 | 0                 | 0                 | 32       | 1      | 4           | 0          |
| A. Schulz        | 0          | 0          | 0           | 0          | 0                 | 0                 | 0                 | 0                 | 0        | 0      | 0           | 0          |
| N. Seufert       | 13         | 0          | 1           | 0          | 0                 | 0                 | 0                 | 0                 | 13       | 0      | 1           | 0          |
| C. Soukou        | 14         | 1          | 2           | 0          | 1                 | 0                 | 0                 | 0                 | 15       | 1      | 2           | 0          |
| M. Vlap          | 7          | 1          | 0           | 0          | 0                 | 0                 | 0                 | 0                 | 7        | 1      | 0           | 0          |
| A. Voglsammer    | 18         | 2          | 1           | 0          | 0                 | 0                 | 0                 | 0                 | 18       | 2      | 1           | 0          |
| R. Yabo          | 13         | 1          | 1           | 0          | 0                 | 0                 | 0                 | 0                 | 13       | 1      | 1           | 0          |
| M. van der Hoorn | 22         | 0          | 3           | 0          | 0                 | 0                 | 0                 | 0                 | 22       | 0      | 3           | 0          |